# Windows 95
Windows 95 (с първоначално кодово име Chicago) е хибридна 16-битова/32-битова графична операционна система, издадена на 24 август 1995 г. от корпорацията Microsoft.
Windows 95 е директен наследник на дотогава отделните продукти на Microsoft MS-DOS и Windows, както и първата система от тази линия, която не поддържа стари, 16-битови x86-процесори, а задъжително изисква Intel 80386 или съвместим с него по-бърз процесор, работещ в защите́н режим. Системата представя значителни подобрения в графичния потребителски интерфейс и други нови идеи и е първият Windows, обвързан с определена версия на DOS (DOS 7.0 на Microsoft).
Според някои хора по този начин Microsoft успяват да засилят върховата позиция, достигната от Windows 3.1x на пазара за графични операционни системи, като така правят невъзможно за продукти на други фирми да предоставят същите приложения и функции.
Все пак човек трябва да се запита какви функции би могъл един 16-битов, еднозадачен MS-DOS в реален режим, познаващ само имена за път 8.3 с главни букви, да предостави на Windows 95, който има имена на файлове с 256 знака и главни и малки букви, многозадачни 32-битови приложения в защите́н режим и свои собствени самоизпълними файлови формати (които съществуват от Windows 1.0).
Представянето на 32-битов достъп до файлове в Windows for Workgroups 3.11 означава, че 16-битовият MS-DOS в реален режим вече не се използва за манипулация с файловете докато Windows работи, а по-ранното представяне на 32-битов достъп до дисковете означава, че PC BIOS вече не се използва за манипулация с твърдите дискове, въобще кодът за MS-DOS и BIOS спира да играе съществена роля докато Windows работи. Това свежда значението на MS-DOS до средство за зареждане на ядрото на Windows в защите́н режим. Все пак той още може да се използва за стари драйвери, за обратна съвместимост, но Microsoft не препоръчват те да се използват, тъй като така се нарушават многозадачните функции и стабилността на системата. Контролният панел позволява да се види кои компоненти на MS-DOS все още се използват от системата; Windows работи най-добре, когато те се подминават. Ядрото на Windows все още използва MS-DOS-драйвери в така наречения безопасен режим на Windows, но той се използва само за решаване на проблеми с Windows-драйверите в защите́н режим.
32-битовият достъп до файлове прави възможни дългите имена на файлове, представени в Windows 95. Те са достъпни едновременно за програмите в Windows и за MS-DOS-програмите, ако се стартират от Windows (те трябва леко да се адаптират, защото дългите имена на файлове изискват по-големи буфери за път до файла и заради това различни системни повиквания). Другите съвместими с DOS операционни системи трябва поне да се подновят, за да „виждат“ тези имена. При използването на непознаващи тези имена DOS-програми за манипулиране с файлове от прозорец на MS-DOS дългите имена са невидими и се губят при копиране и преместване на файловете. При автоматичен ъпгрейд към Windows 95 от Windows 3.1, DOS-програмите, които застрашават дългите имена на файлове, биват открити и заключени.
Windows 95 има двойна роля. Той дава значително по-голяма мощ на графичния потребителски интерфейс за настолни ОС, но също така слага край на конкуренцията в пазара за настолни операционни системи. Макар че технически е възможно (но не е много добра идея, като се има предвид казаното по-горе) ядрато и интерфейсът на Windows 95 да се стартират от DR-DOS – а може би и от PC-DOS – този проблем не стига до съда, докато няколко години по-късно другите големи фирми на пазара за DOS са окончателно извадени от бизнеса. На пазара Windows 95 има несравним успех и година-две след издаването си става най-успешната операционна система на всички времена.
Windows 95 си създава много фенове и се издава с много шум, част от който е и реклама с участието на Ролинг стоунс, включваща тяхната песен Start Me Up(Стартирай ме) (като обръщение към Старт-бутона). Публичната кампания на Microsoft включва истории за хора, чакащи на опашки за да си купят системата, а също се появяват и опашки от хора, нямащи компютър и нямащи представа какво е Windows, но все пак купуващи софтуерния продукт.
Издаването на Windows 95 става по време на голямо раздвижване в производството и работата с компютри, най-вече на намаляване на цените на хардуера, като тогава приключва дългогодишното, почти монополистично лидерство на Intel в производството на централни процесори с появата на бързи и нескъпо струващи части от AMD и Cyrix.
Windows 95 за първи път представя Старт-бутона и лентата на задачите (таскбара), които стават задължителна част от всеки следващ Windows.
По-късните издания на Windows 95 (OSR 2, OSR 2.1, OSR 2.5) са с предварително инсталиран Internet Explorer 3, а след това и Internet Explorer 4. Internet Explorer 4 представя някои примени в интерфейса, защото той е вграден в системата. Internet Explorer се използва, за да се оформят десктопа и съдържанието на прозорците чрез HTML. Това по-късно става една от основните точки в делото срещу Microsoft за монополизъм, тъй като вграденият Explorer изкарва от бизнеса канкурентния браузър на „Нетскейп“.
Windows 95 е последван от Windows 98, Windows 98 SE, Windows ME, Windows 2000 и Windows XP. Базираното на Windows NT ядро, използвано в Windows 2000 и Windows XP, се доказа като по-мощно от своя предшественик в Windows 95, Windows 98, и Windows ME. Поради това тези версии на Windows биват постепенно изоставени. На 31 декември 2002 г. Microsoft приключи поддръжката за Windows 95.